# 阿湖 (博爾肯郡)
51°49′47″N 6°38′8″E / 51.82972°N 6.63556°E

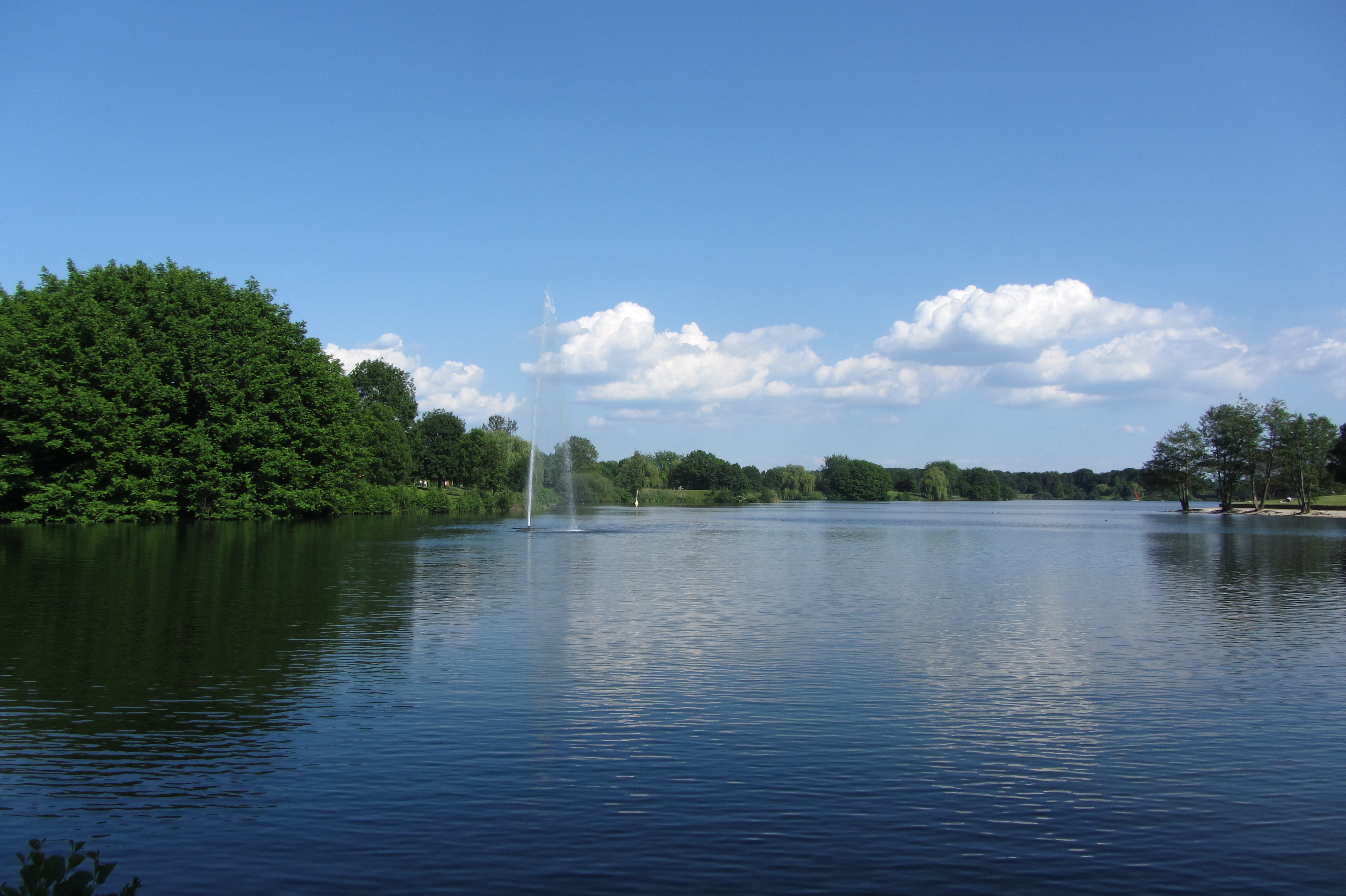

阿湖（德語：Aasee），是德國的人工湖泊，位於該國西部，由北萊茵-威斯特法倫州負責管轄，處於博爾肯郡，面積0.32平方公里，海拔高度24米，最大水深6米，水體容量140萬立方米。